# Тайные молитвы
Та́йные моли́твы (греч. Μυστική προσευχή) — особые молитвы, совершаемые священнослужителями вполголоса, в отличие от велегласных возгласов и ектений, едва слышно, шёпотом или только «пробегая глазами» по написанному тексту молитвы. Поэтому многие прихожане даже не знают о существовании этих незаметных для них молитв. Особую значимость этим молитвам придаёт то, что во время их исполнения совершаются самые важнейшие священнодействия. Некоторые священнослужители стараются громко произносить тайные молитвы, чтобы все молящиеся их отчётливо слышали, восхищались и умилялись их глубинным смыслом, как было изначально в христианстве, но другие считают, что это недопустимо делать до особого соборного решения.
Тайные молитвы имеют догматическое содержание, тихо читаются священником в алтаре, пока хор поёт установленное песнопение или диакон произносит ектению. Они названы «тайными» из-за того, что не слышны стоящим в храме. Тайные молитвы, наряду с другими текстами, печатаются в служебнике, чиновнике, требнике. Их используют на литургии на вечерне, утрене, на великом и малом освящении воды, при освящении храма, панихиде и в некоторых других чинопоследованиях.
В широком смысле, тайной молитвой можно считать любую молитву (например, Иисусову молитву), совершённую не напоказ перед людьми. Тайные молитвы есть не только в православии, но и в других религиях.
Тайные молитвы нежелательно путать с «тайносовершительными молитвами», так как в христианском богословии «тайносовершительными словами» принято называть главные священнические возгласы при совершении таинств.

## История
Изначально в христианской церкви священнослужители молились посреди остальных верующих, и все произнесённые ими слова были понятны каждому христианину. Не всегда были понятны только слова иностранного происхождения, но уже апостол Павел пресекает практику говорения на незнакомых языках (глоссолалию):

Ибо кто говорит на [незнакомом] языке, тот говорит не людям, а Богу; потому что никто не понимает [его], он тайны говорит духом; а кто пророчествует, тот говорит людям в назидание, увещание и утешение. Кто говорит на [незнакомом] языке, тот назидает себя; а кто пророчествует, тот назидает церковь. Желаю, чтобы вы все говорили языками; но лучше, чтобы вы пророчествовали;.. Ибо если ты будешь благословлять духом, то стоящий на месте простолюдина как скажет: «аминь» при твоем благодарении? Ибо он не понимает, что ты говоришь.
— 1Кор. 14:2—5,..16
В раннехристианском памятнике «Дидахе» говорится: «Пророкам же предоставляйте благодарить по изволению». Апостольские постановления обращаются к епископам: «Каждый пусть молится по своей возможности. Если же кто-нибудь имеет возможность помолиться долгой и возвышенной молитвой, то это хорошо… Только пусть его молитва будет здравой и правильной в учении». Очевидно, что оценить красоту и вероучительную чистоту подобной импровизации можно было только в том случае, если молитва читалась вслух и была слышна всей общине. Христианский апологет святой Иустин Философ довольно подробно пересказывал содержание всех молитв даже язычникам, не делая из них особой тайны. Если у себя дома христианин может молиться как ему хочется, то в храме он обязан подчиняться установленным правилам, одни молитвы поются всем народом вместе, другие — особым хором, третьи — чтецом, четвёртые — только одним из священнослужителей.
С обретением христианской церковью свободы вероисповедания при императоре Константине Великом, христианские храмы наполнились множеством людей. Возникла проблема, что многие пожилые епископы не могут «наполнить» многолюдные молитвенные собрания слабым звуком своего голоса, чтобы его молитвы были слышны всем присутствующим. Их приходилось очень громко возглашать и даже кричать. В большом внутреннем пространстве некоторых храмов, например, в константинопольской Софии, многократные отражения от стен звука отзывались заметно отстающим эхом, поэтому для разборчивости слов молитвы приходилось произносить очень медленно. В наступившую эпоху Вселенских соборов пространные тексты наиболее важных евхаристических молитв стали утверждать, и эти объёмные записи не всегда была возможность прочитать на богослужении в полный голос.
Кроме того, от оглашенных (готовящихся ко крещению) тогда скрывались даже такие молитвы, как «Отче наш» и Символ веры; тем более строгая disciplina arcani относилась к самым глубоким изречениям Божественной литургии — центра всей земной жизни христианина. Когда богословию стали предаваться на улицах, площадях и базарах, Церковь стала ограничивать доступность самых сокровенных молитв. Иоанн Мосх (550—619) сетует, что из-за чтения некоторыми священниками вслух тайных молитв дети повторяют священные слова анафоры, «играя в литургию», при этом сокровенные фразы используют не по назначению и подвергают Великое Таинство уничижению и насмешке.
Практически сразу же после «умолкания» молитв литургии стали предприниматься многочисленные попытки вернуть им прежнее громкое «велегла́сное» звучание. Однако в церковном богослужении можно встретить и противоположное явление, когда, например, большая часть слов прошений ектении, произносимые священнослужителями, заглушается хором, поющим в это же время «Господи, помилуй», «подай, Господи», «тебе, Господи», «аминь». Точно так же происходит, когда почти непрерывное пение многократно повторяющегося припева «помилуй мя, Боже, помилуй мя» превращает Великий покаянный канон преподобного Андрея Критского в ещё один комплект «тайных молитв» (миряне не могут расслышать слова молитв). В числе причин раскола Русской церкви была и борьба с «многогла́сием», когда вместо ясного и внятного богослужения прихожане должны терпеть одновременное чтение разных молитв, возглашения диакона, пение стихир хором.
В настоящее время любой интересующийся человек может найти полные тексты тайных молитв в Интернете, где опубликованы все богослужебные книги, как на среднегреческом языке их оригиналов, так и на церковнославянских языках, используемых в Русской, Болгарской, Сербской православных церквях, а также их переводы на современные языки.